# Elecciones generales de Botsuana de 1984
Las elecciones generales de Botsuana de 1984 tuvieron lugar el sábado 8 de septiembre del mencionado año, con el objetivo de renovar 34 de los 38 escaños de la Asamblea Nacional, ejerciendo estos funciones por el período legislativo 1984-1989. Se trató de los cuartos comicios que tenían lugar en Botsuana tras su independencia del Reino Unido en 1966, y los quintos bajo sufragio universal en la historia del país. Tuvieron lugar al mismo tiempo que las elecciones de gobierno local. Fueron adelantadas un mes debido a la disolución temprana del parlamento el 20 de julio del mismo año, cuando su mandato finalizaba en agosto. Se trató del último adelantamiento electoral en Botsuana hasta la fecha.
Estos comicios serían los primeros en realizarse tras la muerte de Seretse Khama, primer presidente tras la independencia, en 1980, y la llegada de su vicepresidente Quett Masire a la jefatura del país y al liderazgo del gobernante Partido Democrático de Botsuana (BDP), hegemónico desde antes de la independencia. Se consideraba que las elecciones serían una prueba de fuego para Masire ante la posibilidad de un conflicto interno en el partido gobernante. A pesar del creciente miedo de que se incrementara la apatía política entre la población (muy presente durante la década anterior) hubo un incremento exponencial en el registro electoral, por lo que se esperaba una concurrencia mucho más alta que en las anteriores elecciones. Asimismo, el incremento de la población en la capital, Gaborone, implicó su división en dos circunscripciones, así como la instauración de una circunscripción individual para Selebi-Phikwe, reflejando la creciente urbanización del país. El Frente Nacional de Botsuana (BNF), liderado por Kenneth Koma, reaccionó ante el ambiente político más favorable y, por primera vez desde su fundación, disputó suficientes escaños para aspirar a una mayoría absoluta, el primer partido opositor en hacerlo desde 1969. No obstante, las autoridades electorales rechazaron los documentos de nominación de Koma y, en consecuencia, el BNF concurrió sin candidato presidencial.
El BDP obtuvo una quinta victoria consecutiva con un 67,99% de los votos válidamente emitidos y revalidó su mayoría de dos tercios ganando 28 de los 33 escaños escaños disputados, al que se sumó la circunscripción de Kgalagadi que ganó sin oposición. La muerte de Khama (antiguo jefe de la tribu BaNgwato) y su reemplazo por Masire (de la tribu Bangwaketse) no alteró la lealtad de las áreas rurales y los liderazgos tribales al partido gobernante. Sin embargo, el BDP experimentó un considerable declive en las áreas urbanas, que fue capitalizado en gran medida por el BNF, el cual obtuvo el 20,45% de los votos y 4 escaños. Aunque los principales apoyos para el BNF continuaron restringiéndose a la región sur de la tribu Bangwaketse (de su antiguo líder Bathoen Gaseitsiwe), la campaña del partido por nacionalizarse fue exitosa y logró imponerse en la circunscripción norteña de Okavango, derrotando tanto al BDP como al Partido de la Independencia de Botsuana (BIP), hasta entonces dominante entre la oposición local. Las elecciones locales paralelas vieron al BNF tomar también el control del concejo local de Gaborone, la capital y ciudad más poblada del país, por amplia mayoría. Selebi-Phikwe fue la única ciudad de importancia donde el BDP retuvo su primacía. El Partido Popular de Botsuana (BPP), tercer partido más grande del país, obtuvo el 6,57% de los votos y retuvo su único escaño en North East. La concurrencia a votar fue masiva, alcanzando el 77,58% del electorado registrado, la participación más alta hasta el momento.
A las elecciones siguió una batalla judicial encabezada por Kenneth Koma, que había resultado derrotado en la circunscripción de Gaborone South por el vicepresidente Peter Mmusi por un margen estrecho, luego de que se descubriera una urna sin abrir en la circunscripción. La votación en dicho distrito fue anulada y se realizó una elección parcial, en la que Koma derrotó a Mmusi, ingresando al parlamento por primera vez y reemplazando a Bathoen como líder de la Oposición. Por su parte, Masire resultó reelegido para un mandato completo como presidente de Botsuana y juramentó su gabinete el 14 de septiembre. A pesar de que el BDP continuó siendo el partido dominante de Botsuana a nivel nacional, los comicios de 1984 marcaron un punto de inflexión en la historia política del país, incrementándose notoriamente la competitividad electoral a partir de entonces, y consolidando al BNF como una fuerza de amplio alcance municipal.

## Antecedentes
Las elecciones generales de 1979 vieron al gobernante y dominante Partido Democrático de Botsuana, del presidente Seretse Khama, obtener uno de los triunfos más aplastantes de su historia con más del 75% del voto popular y 29 de 32 escaños electos en la Asamblea Nacional, garantizando la reelección de Khama (presidente desde la independencia del país en 1966) para un cuarto mandato. Khama fundamentaba buena parte de su legitimidad política en su papel como jefe tradicional de la tribu BaNgwato, la más grande del país, y su papel se consideraba clave para garantizar la estabilidad del sistema democrático imperante en Botsuana. Víctima de un cáncer de páncreas, Khama falleció tan solo meses después de las elecciones, el 13 de julio de 1980, y fue sucedido automáticamente por el vicepresidente Quett Masire. Masire había actuado como segundo dirigente político más importante del país durante toda la presidencia de Khama. Sin embargo, no era un BaNgwato, no tenía ascendencia de ninguna de las familias nobles tradicionales y era visto como un presidente «interino» que debía gobernar durante casi un mandato completo sin haber consolidado su liderazgo. Buscando conservar el favor de la «vieja guardia» dominante del BDP, Masire mantuvo prácticamente intacto el gabinete formado por Khama el año anterior, con algunos cambios menores. El primo del difunto presidente, Lenyeletse Seretse, asumió como vicepresidente. Un conflicto con el ministro adjunto de Gobierno Local y Tierras, Daniel Kwele, motivó su deserción. Kwele fundó su propio partido, la Unión Progresista de Botsuana, más que nada orientado al grupo minoritario Kalanga de la región de Nkange.
En 1981 tuvo lugar el segundo censo nacional desde la independencia del país, que mostró un considerable incremento de la población urbana en detrimento de la rural, principalmente en distritos como Gaborone, Lobatse y Francistown. Esto provocó a su vez un crecimiento de la población en edad de votar, un aumento en el registro electoral y una reorganización en el número de circunscripciones electorales de cara a 1984, dividiéndose la capital en dos escaños parlamentarios (Gaborone North y Gaborone South). Asimismo, la ciudad de Selebi-Phikwe pasó a tener una circunscripción propia. Las elecciones de 1979 ya habían mostrado algunos signos de declive del BDP en las áreas urbanas, con un fuerte desempeño para el presidente del opositor Frente Nacional de Botsuana (BNF), Kenneth Koma, en la ciudad de Gaborone, por lo que se pronosticaba que los partidos opositores tenían serias chances de ganar fuerza en las principales ciudades del país.
También afectado por una larga enfermedad, el vicepresidente Seretse falleció el 3 de enero de 1983, provocando una discusión interna por la designación de su sucesor. Se consideraba ampliamente que Masire no tendría más alternativa que ofrecer el cargo a un BaNgwato influyente. En ese sentido, las élites del Distrito Central apostaban por el nombramiento de Moutlakgola Nwako, Ministro de Comercio e Industria, o Gaositwe Chiepe, Ministra de Recursos Minerales y Asuntos Hídricos y una de las primeras mujeres parlamentarias. Sin embargo, Masire sorprendió con una movida arriesgada al designar a Peter Mmusi, procedente del grupo minoritario bakwena y parlamentario por Gaborone. Mmusi ya había escalado posiciones previamente al alcanzar el cargo de Secretario General del BDP (en sucesión de Masire) en el Congreso del partido en Selebi-Phikwe en 1981, aunque tuvo que enfrentar a Nwako en una votación interna por su puesto en el comité central del partido, prevaleciendo por muy poco. Hubo algunos rumores de que Nwako estaba considerando desertar del BDP y fundar un partido separado (llegando incluso a barajarse que la eventual formación adopataría el nombre de «Partido Socialdemócrata»), pero esta idea finalmente no se materializó. El BDP ganó con facilidad las elecciones complementarias para cubrir los cargos parlamentarios vacantes de Masire y Seretse, facilitando al presidente consolidar lentamente su posición al frente del gobierno. Los viajes frecuentes a las «Kgotlas» (consejos tribales) en todo el país permitieron a Masire acercarse más a la población y exponer sus puntos de vista. Sus intervenciones, consideradas «sensatas y directas», ayudaron a elevar su popularidad ante el público botsuano.

## Sistema electoral
Los comicios se realizaron bajo la constitución vigente aprobada en 1966, y siguiendo los lineamientos de la ley electoral aprobada el 17 de mayo de 1968. De acuerdo con la misma, todo ciudadano botsuano mayor de veintiún años puede registrarse para votar en las elecciones, siempre que estén inscritos en la lista electoral de su lugar de residencia y no tengan una condena de prisión que supere los seis meses. Las listas electorales se establecen en las oficinas de votación de los barrios una vez que los distritos electorales se hubiesen demarcado. Un elector solo puede votar en la circunscripción en la que está registrado. El sufragio es universal, optativo y secreto. Todo ciudadano registrado como votante que fuere capaz demostrar un dominio oral y escrito suficiente del idioma inglés podría presentar su candidatura para diputado de la Asamblea Nacional. No podrían presentar su candidatura aquellos que incumplieran los requisitos, ni tampoco los miembros de la entidad tribal denominada Consejo de Jefes o los funcionarios públicos en ejercicio.
Los 34 escaños de la Asamblea Nacional son elegidos por medio de escrutinio mayoritario uninominal. Todo el territorio del país se encuentra dividido en 34 circunscripciones (un incremento de dos circunscripciones con respecto a la elección anterior), cada una de las cuales debe ser representada por un diputado, elegido por el electorado de dicha circunscripción a simple mayoría de votos. Cada candidatura a la Asamblea Nacional debe ser presentada por dos ciudadanos de la circunscripción que se disputará y respaldada por al menos otros siete. Un candidato no puede representar a más de una circunscripción. El presidente de la República es elegido al mismo tiempo que la Asamblea Nacional bajo un sistema indirecto. Los candidatos a la Asamblea Nacional deben declarar su apoyo por un candidato presidencial, y el candidato que reciba los apoyos de la mayor cantidad de diputados electos será de este modo elegido presidente. Su mandato es renovado cuando se renueva la Asamblea Nacional. En caso de la vacancia de un cargo parlamentario durante el período legislativo, se realizarán elecciones parciales en dicha circunscripción bajo el mismo sistema electoral.
Después de las elecciones, cuatro miembros de la Asamblea Nacional son designados por los parlamentarios electos para representar intereses especiales. El presidente y el fiscal general de la República son miembros ex officio sin derecho a voto.

## Candidaturas

### Candidaturas presidenciales

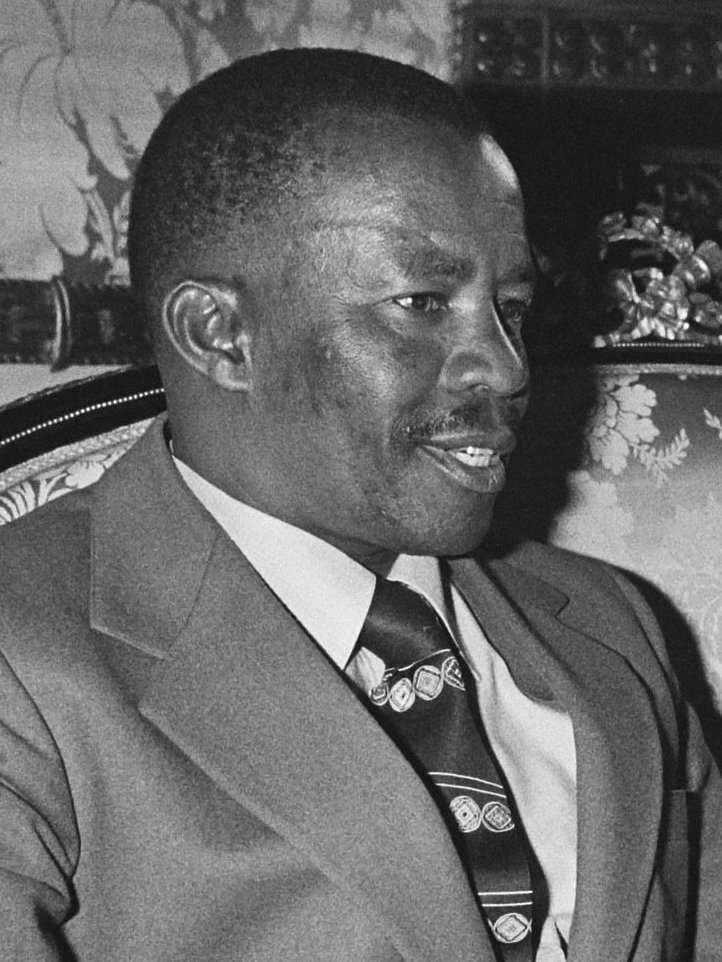
Fueron las primeras elecciones en las que Quett Masire lideró al BDP.

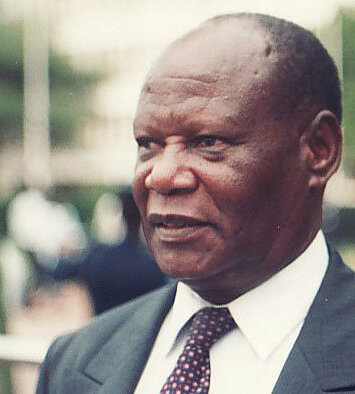
Kenneth Koma, líder del BNF, no pudo presentar su candidatura presidencial.

Las nominaciones de candidaturas presidenciales fueron recogidas por el Jefe de Justicia, en calidad de Director de Escrutinio de Elecciones Presidenciales, el 11 de agosto de 1984, en el edificio de la Corte Suprema. Cuatro líderes políticos presentaron sus documentos para postularse como candidatos presidenciales, recibiendo tres de estos la validación de la justicia. Una cuarta candidatura no cumplió con los criterios y fue descalificada.
| Candidato                      | Partido | Partido                               |
| ------------------------------ | ------- | ------------------------------------- |
| Knight Maripe                  |         | Partido Popular de Botsuana (BPP)     |
| Quett Masire                   |         | Partido Democrático de Botsuana (BDP) |
| Daniel Kwele                   |         | Unión Progresista de Botsuana (BPU)   |
| Fuente: Parlamento de Botsuana |         |                                       |

### Candidaturas parlamentarias
Las elecciones de 1984 son consideradas por algunos comentaristas políticos o analistas como un punto de inflexión que incrementó la competitividad electoral en el país, a pesar de la continuidad y prolongación de la hegemonía el Partido Democrático de Botsuana (BDP). El registro se incrementó exponencialmente, con 63.340 nuevos votantes con respecto a las elecciones de 1979. Además, en las anteriores cuatro elecciones hubo siempre entre dos y cuatro circunscripciones donde el BDP fue el único partido en presentar candidatos, permitiendo a estos acceder automáticamente al escaño parlamentario en cuestión sin que se realizaran comicios. El BDP fue el único partido en presentar candidatos en todas las circunscripciones y ganó sin oposición en Kgalagadi, la última vez hasta 2004 en la que se produciría un triunfo sin oposición. El BDP postuló al presidente Quett Masire para la reelección.
El Frente Nacional de Botsuana (BNF), principal fuerza de la oposición a nivel nacional pero cuyo alcance efectivo estaba restringido mayormente al sur del país, organizó una efectiva campaña para nacionalizarse, en consonancia con el aumento del electorado, llegando a disputar una mayoría de dos tercios con 27 candidatos. Fue el único partido opositor en presentar las suficientes candidaturas como para aspirar a una mayoría de gobierno, la primera vez que ocurría esto desde 1969. El BNF fue liderado en las elecciones por el jefe tribal Bathoen Gaseitsiwe y el abogado izquierdista Kenneth Koma. El BNF intentó apoyar la candidatura presidencial de Koma, pero su candidatura fue declarada inválida por la justicia electoral y, por lo tanto, se presentó sin candidato a las elecciones.
Entre los demás partidos políticos, el Partido Popular de Botsuana (BPP) presentó un candidato menos que en las elecciones anteriores, pero todavía pudo postular 13 candidatos, más de un tercio de los escaños. Concurrió a los comicios liderado por Knight Maripe, que había asumido como presidente del BPP tras la muerte, en 1979, de su líder histórico, Philip Matante. El Partido de la Independencia de Botsuana (BIP), fuera del parlamento después de su derrota en Okavango cinco años atrás, presentó cuatro candidatos, manteniendo el liderazgo de Motsamai Mpho. Kwele compitió como líder de la recién fundada Unión Progresista de Botsuana (BPU), que presentó cuatro candidatos también. La BPU se constituyó como el primer partido político fundado después de la independencia de Botsuana, ya que todos los demás partidos existentes se habían fundado antes del fin del protectorado. Hubo, a su vez, cuatro candidatos independientes, ninguno de los cuales resultaría electo.
|  | 100.00 % |

|  | 79.41 % |

|  | 38.24 % |

|  | 11.76 % |

|  | 11.76 % |

|  | 11.76 % |

## Campaña
Los temas de la campaña se centraron en cuestiones económicas, particularmente las repercusiones negativas en la industria del diamante del país causadas por la sequía y la recesión, así como en los asuntos regionales. El Partido Democrático de Botsuana publicó su manifiesto con mucha antelación en julio de 1984, anticipándose a la primera campaña electoral que enfrentaría sin el liderazgo de Khama, bajo el lema «asegura tu futuro». Masire centró su discurso en defender el legado de Khama y destacar como, a pesar de la crisis económica, la eficiente gestión del BDP permitió al país mantener una relativa estabilidad. El BDP compitió con una agenda pragmática, centrada en el desarrollo. En materia económica prometió mantener un uso sabio de los recursos minerales, sobre todo el diamante, y promover la generación de empleo, el impulso a los sectores rurales, la expansión del sector manufacturero, el incentivo para la inversión extranjera y el apoyo al crecimiento de industrias locales con el objetivo de diversificar la economía y que esta no fuera tan dependiente de la industria diamantífera. En materia educativa, destacó sus recientes programas de inversión en educación y se comprometió a expandir la capacitación técnica y profesional. En cuanto a la salud, destacó los avances en la atención médica, especialmente en áreas rurales, con un enfoque en la atención primaria y la prevención de enfermedades. El partido sostuvo la misma línea contra el apartheid en asuntos exteriores, apoyando la independencia de Namibia, pero se comprometió a mantener su política de no permitir que el territorio botsuano fuera usado para organizar ataques contra Sudáfrica.
Enfrentando por primera vez la posibilidad nominal de perder el gobierno, el BDP atacó abiertamente a los partidos opositores, en particular al Frente Nacional de Botsuana y a su líder, Kenneth Koma, a quienes acusó de ser autoritarios y económicamente irracionales. El BDP agitó continuamente el miedo a la instauración de un régimen socialista de partido único si perdía las elecciones, resaltando que «una victoria para el BNF es el fin de la democracia y el progreso económico». Por su parte, el BNF acusó al BDP de sostener un «régimen neocolonial» y «explotador» y enfocó su discurso en los derechos de los trabajadores. El partido enfrentó su primera campaña como una fuerza plenamente nacionalizada y pudo manejar eficientemente un discurso de temas de ámbito local que preocupaban a la población, como la educación, la vivienda y el transporte público. La organización de la oposición en las áreas urbanas fue evidente, y los enfrentamientos entre miembros del BDP y el BNF fueron comunes. Mientras tanto, los terceros partidos como el BPP, el BIP y la BPU mantuvieron sus estrategias abocadas a las regiones que disputaron.

## Resultados

### Resultado general

Resultado por circunscripción.

La participación creció abrumadoramente, llegando a un 77,58% de los electores registrados y representando más de un 60% de la población en edad de votar, dejando en evidencia que el aumento del electorado no se debía tanto al crecimiento demográfico como a una mayor movilización política por parte de la población. El Partido Democrático de Botsuana obtuvo un quinto triunfo aplastante consecutivo con el 67,99% de los votos válidamente emitidos y 28 de los 33 escaños electos, sumando además el escaño de Kgalagadi que ganó sin oposición, revalidando su mayoría calificada de dos tercios y garantizando la elección del presidente Quett Masire para un mandato completo de cinco años. El resultado consolidó el liderazgo de Masire y reafirmó la lealtad de las élites tribales BaNgwato al partido a pesar de los cambios en el gabinete. Sin embargo, el partido experimentó una considerable pérdida de votos y perdió más de siete puntos porcentuales respecto a 1979. Las pérdidas se concentraron mayormente en las áreas urbanas y también el norte del país. El BDP superó el 90% de los votos en ocho circunscripciones (respecto a las diez en las que lo había logrado en las anteriores elecciones), superó el 80% en cinco (igual que en 1979), el 70% en tres, el 60% en seis y el 50% en tres, mientras que hubo tres circunscripciones donde derrotó a más de un candidato opositor sin lograr mayoría absoluta de votos. El mejor resultado del partido fue en Shoshong, con un 96,96% de los votos, la primera vez desde la independencia en la que el mejor resultado del partido no se daba en una circunscripción de Serowe y la última hasta 2019. El peor resultado del BDP fue en Okavango, donde el partido había ganado las anteriores elecciones, con un 30,03% de los votos y viéndose relegado a un sorpresivo tercer puesto detrás de dos candidatos opositores.
El Frente Nacional de Botsuana, principal partido de la oposición, experimentó un feroz ascenso electoral y logró el 20,44% de los votos, la primera vez desde la independencia que un partido opositor lograba obtener más de un quinto del voto popular por sí solo. El partido capitalizó exitosamente el declive del BDP en la mayor parte de las áreas urbanas, sobre todo en Gaborone, donde obtuvo una histórica victoria en las elecciones municipales. Asimismo, consiguió retener el apoyo de la tribu Bangwaketse (cuyo jefe había sido el líder parlamentario del partido, Bathoen Gaseitsiwe). Bathoen fue el candidato del BNF con mejor desempeño al ser reelecto en Kanye con un 58,95% de los votos, siendo también el mejor resultado para cualquier postulante opositor, aunque registró una caída de diez puntos respecto a su resultado de 1979 que reflejó una caída del apoyo irrestricto del voto tribal. Una de las mayores victorias del BNF en la jornada fue su triunfo sorpresivo en la circunscripción de Okavango, en el norte del país, la primera vez desde 1965 en la que un mismo partido lograba obtener representantes electos en regiones tan aisladas la una de la otra. Al hacerlo superó al Partido de la Independencia de Botsuana, de Motsamai Mpho, que se ubicó segundo y relegó al BDP a un sorpresivo tercer puesto. Fuera de este resultado particular, la presencia del partido siguió restringida al sur del país, aunque su crecimiento a expensas de los demás partidos fue evidente. El BNF pudo consolidar una base de apoyo mucho más sólida que en el pasado en todas las circunscripciones que disputó, lo que se vio reflejado en el hecho de que solo dos de sus veintisiete candidatos recibieron menos del 5% de los votos y, por lo tanto, perdieron su depósito (en Shoshong y Serowe North). Asimismo, solo cinco candidatos del BNF obtuvieron menos del 7% de los votos.
El desempeño de los terceros partidos continuó siendo marginal y comenzaron a perder fuerza frente a una capitalización cada vez mayor del voto opositor por parte del BNF. El Partido Popular de Botsuana obtuvo el 6,57% de los votos y retuvo su escaño en la circunscripción de North East, en manos de Kenneth Nkhwa, pero fracasó en recuperar Francistown y casi todos los candidatos que presentó fuera del noreste del país perdieron sus depósitos, fracasando su intento de imitar la estrategia de nacionalización del BNF. El BIP obtuvo el 3,20% en todo el país y continuó restringido al norte, enfrentando además una creciente incursión del BNF. Por su parte, la Unión Progresista de Botsuana logró solo el 1,33% de los votos y dos de sus cuatro candidatos perdieron sus depósitos. Su líder, Daniel Kwele, logró el segundo puesto en la circunscripción de Nkange con un 43,11% de los votos.
La representación política de las mujeres continuó siendo marginal. Gaositwe Chiepe fue reelegida en con un 95,48% de los votos en Serowe South, mientras que Kebatshabile Disele fue derrotada por tercera vez consecutiva en Kanye pero fue designada como «especialmente electa». Ambas habían sido las únicas mujeres en el Parlamento desde las elecciones de 1974. Dado que Chiepe había sido designada ese año para luego obtener el escaño de Serowe South sin oposición en 1979, su reelección en 1984 constituyó la primera vez que una mujer resultó electa al Parlamento de Botsuana en una elección disputada.
La elección en Gaborone South, que se disputaba entre el vicepresidente Peter Mmusi y el líder del BNF Kenneth Koma, provocó un escándalo que los medios de comunicación denominaron «Watergate de Botsuana». Mmusi se impuso por una diferencia mínima sobre Koma en medio de sospechas y acusaciones de fraude electoral por parte de la oposición. Un mes más tarde se descubrió una urna electoral sin abrir en el Archivo Nacional con 242 votos, más del doble que la diferencia por la que Mmusi derrotó a Koma. Finalmente, la Corta Suprema falló a favor de la oposición y la votación fue anulada, procediéndose a una elección complementaria el 1 de diciembre. El candidato independiente Wellie Seboni, antiguo miembro del BDP que se había ubicado tercero, no se presentó en la nueva elección, mientras que Víctor Masole, del BPP, sí lo hizo. En última instancia Koma triunfó en la repetición electoral por amplio margen, con un 53,73% contra el 45,37% de Mmusi, mientras que Masole recibió casi la mitad de los votos que había obtenido en septiembre. El resultado permitió el ingreso de Koma al Parlamento luego de dos intentos fallidos, reemplazando a Bathoen como líder de la Oposición. Fue la segunda ocasión en la que un vicepresidente en ejercicio perdía su escaño ante un líder de la Oposición, tal y como le había ocurrido al propio Masire contra Bathoen en 1969.
|  | 67.99 % |

|  | 67.94 % |

|  | 20.45 % |

|  | 20.61 % |

|  | 6.57 % |

|  | 6.56 % |

|  | 3.20 % |

|  | 3.21 % |

|  | 1.33 % |

|  | 1.34 % |

|  | 0.46 % |

|  | 0.34 % |

|  | 100.00 % |

|  | 0.00 % |

|  | 100.00 % |

|  | 77.58 % |

### Partido más votado por distrito
| Distrito      | BDP           | BDP           | BDP  | BNF    | BNF    | BNF  | BPP    | BPP    | BPP  | BIP   | BIP    | BIP  | BPU   | BPU   | BPU  | Independientes | Independientes | Independientes |
| Distrito      | Votos         | %             | Esc. | Votos  | %      | Esc. | Votos  | %      | Esc. | Votos | %      | Esc. | Votos | %     | Esc. | Votos          | %              | Esc.           |
| ------------- | ------------- | ------------- | ---- | ------ | ------ | ---- | ------ | ------ | ---- | ----- | ------ | ---- | ----- | ----- | ---- | -------------- | -------------- | -------------- |
| Central       | 67.679        | 85,96%        | 12   | 3.765  | 4,78%  | —    | 3.811  | 4,84%  | —    | 508   | 0,65%  | —    | 2.941 | 3,74% | —    | 26             | 0,03%          | —              |
| Noroeste      | 11.058        | 50,17%        | 2    | 4.048  | 18,36% | 1    | 157    | 0,71%  | —    | 6.780 | 30,76% | —    | —     | —     | —    | —              | —              | —              |
| Noreste       | 8.357         | 46,08%        | 1    | 1.403  | 7,74%  | —    | 8.282  | 45,66% | 1    | —     | —      | —    | 95    | 0,52% | —    | —              | —              | —              |
| Gaborone      | 6.760         | 44,03%        | —    | 8.400  | 54,68% | 2    | 198    | 1,29%  | —    | —     | —      | —    | —     | —     | —    | —              | —              | —              |
| Ghanzi        | 2.493         | 75,11%        | 1    | —      | —      | —    | 324    | 9,76%  | —    | —     | —      | —    | —     | —     | —    | 502            | 15,13%         | —              |
| Kgalagadi     | Sin oposición | Sin oposición | 1    | —      | —      | —    | —      | —      | —    | —     | —      | —    | —     | —     | —    | —              | —              | —              |
| Kgatleng      | 5.776         | 59,85%        | 2    | 2.030  | 21,04% | —    | 1.594  | 16,52% | —    | —     | —      | —    | —     | —     | —    | 250            | 2,59%          | —              |
| Kweneng       | 20.476        | 80,73%        | 4    | 4.889  | 19,27% | —    | —      | —      | —    | —     | —      | —    | —     | —     | —    | —              | —              | —              |
| Selebi-Phikwe | 5.091         | 64,52%        | 1    | 2.423  | 30,71% | —    | 377    | 4,78%  | —    | —     | —      | —    | —     | —     | —    | —              | —              | —              |
| Sudeste       | 10.697        | 70,86%        | 2    | 4.256  | 28,19% | —    | 142    | 0,94%  | —    | —     | —      | —    | —     | —     | —    | —              | —              | —              |
| Sur           | 15.860        | 50,44%        | 2    | 15.584 | 49,56% | 2    | —      | —      | —    | —     | —      | —    | —     | —     | —    | —              | —              | —              |
| Total         | 154.247       | 67,94%        | 28   | 46.799 | 20,61% | 5    | 14.885 | 6,56%  | 1    | 7.288 | 3,21%  | —    | 3.036 | 1,34% | —    | 778            | 0,34%          | —              |

### Resultado por circunscripción
|  | 58.96 % |

|  | 25.18 % |

|  | 14.19 % |

|  | 1.68 % |

|  | 100.00 % |

|  | 75.28 % |

|  | 39.09 % |

|  | 30.88 % |

|  | 30.03 % |

|  | 100.00 % |

|  | 72.78 % |

|  | 60.25 % |

|  | 39.75 % |

|  | 100.00 % |

|  | 75.84 % |

|  | 75.11 % |

|  | 15.13 % |

|  | 9.76 % |

|  | 100.00 % |

|  | 62.25 % |

|  | 0.00 % |

|  | 0.00 % |

|  | 47.78 % |

|  | 47.09 % |

|  | 5.13 % |

|  | 100.00 % |

|  | 81.07 % |

|  | 45.29 % |

|  | 44.01 % |

|  | 9.77 % |

|  | 0.93 % |

|  | 100.00 % |

|  | 76.74 % |

|  | 61.40 % |

|  | 30.81 % |

|  | 7.79 % |

|  | 100.00 % |

|  | 67.66 % |

|  | 49.26 % |

|  | 43.11 % |

|  | 7.63 % |

|  | 100.00 % |

|  | 70.05 % |

|  | 92.25 % |

|  | 7.75 % |

|  | 100.00 % |

|  | 69.15 % |

|  | 74.63 % |

|  | 25.37 % |

|  | 100.00 % |

|  | 74.46 % |

|  | 92.10 % |

|  | 7.90 % |

|  | 100.00 % |

|  | 79.81 % |

|  | 93.00 % |

|  | 7.00 % |

|  | 100.00 % |

|  | 74.44 % |

|  | 95.57 % |

|  | 4.43 % |

|  | 100.00 % |

|  | 84.00 % |

|  | 95.48 % |

|  | 4.52 % |

|  | 100.00 % |

|  | 84.24 % |

|  | 92.50 % |

|  | 7.50 % |

|  | 100.00 % |

|  | 78.03 % |

|  | 94.90 % |

|  | 5.10 % |

|  | 100.00 % |

|  | 75.69 % |

|  | 96.96 % |

|  | 3.04 % |

|  | 100.00 % |

|  | 73.29 % |

|  | 64.07 % |

|  | 19.42 % |

|  | 16.51 % |

|  | 100.00 % |

|  | 82.28 % |

|  | 84.15 % |

|  | 15.23 % |

|  | 0.35 % |

|  | 0.27 % |

|  | 100.00 % |

|  | 78.32 % |

|  | 56.25 % |

|  | 24.90 % |

|  | 14.04 % |

|  | 4.80 % |

|  | 100.00 % |

|  | 73.65 % |

|  | 82.13 % |

|  | 17.87 % |

|  | 100.00 % |

|  | 79.41 % |

|  | 86.10 % |

|  | 13.90 % |

|  | 100.00 % |

|  | 83.05 % |

|  | 73.72 % |

|  | 26.28 % |

|  | 100.00 % |

|  | 83.05 % |

|  | 84.57 % |

|  | 15.43 % |

|  | 100.00 % |

|  | 69.22 % |

|  | 48.37 % |

|  | 47.09 % |

|  | 2.92 % |

|  | 1.62 % |

|  | 100.00 % |

|  | 73.39 % |

|  | 63.97 % |

|  | 36.03 % |

|  | 100.00 % |

|  | 80.70 % |

|  | 57.25 % |

|  | 42.75 % |

|  | 100.00 % |

|  | 85.58 % |

|  | 58.95 % |

|  | 41.05 % |

|  | 100.00 % |

|  | 85.59 % |

|  | 56.21 % |

|  | 43.79 % |

|  | 100.00 % |

|  | 81.33 % |

|  | 64.80 % |

|  | 33.88 % |

|  | 1.31 % |

|  | 100.00 % |

|  | 83.58 % |

|  | 86.10 % |

|  | 13.90 % |

|  | 100.00 % |

|  | 84.15 % |

|  | 56.02 % |

|  | 42.16 % |

|  | 1.82 % |

|  | 100.00 % |

|  | 76.39 % |

|  | 64.52 % |

|  | 30.71 % |

|  | 4.78 % |

|  | 100.00 % |

|  | 78.28 % |

|  | 53.73 % |

|  | 45.37 % |

|  | 0.90 % |

|  | 100.00 % |

|  | 67.86 % |